# Lucio Scribonio Libone (console 34 a.C.)
Lucio Scribonio Libone (latino: Lucius Scribonius Libo; ... – 34 a.C.) è stato un militare e politico romano durante la Repubblica, coinvolto nelle guerre civili dalla parte di Gneo Pompeo Magno, suo consuocero.

## Biografia
La prima menzione di Libone lo presenta nel 56 a.C., nel ruolo di tribuno, che sostiene il punto di vista di Pompeo riguardo agli affari d'Egitto concernenti Tolomeo Aulete. Allo scoppio della guerra civile del 49 a.C., Libone si schierò dalla parte di Pompeo, ricevendo il comando dell'Etruria: dovette però allontanarsi dalla regione, a causa della rapida avanzata di Gaio Giulio Cesare che aveva il sostegno delle popolazioni, e si recò a Brundisium, dove era raccolto l'esercito di Pompeo. Qui fu raggiunto da un suo caro amico, Gaio Caninio Rebilo, che era stato inviato da Cesare per tentare un abboccamento con Pompeo in vista di una riconciliazione, ma la negoziazione non ebbe risultati rilevanti.
Libone accompagnò Pompeo in Grecia; assieme a Marco Ottavio ricevette il comando delle flotte liburna e achea, agendo come legatus di Marco Calpurnio Bibulo. La loro azione contro la flotta cesariana fu piena di successi: riuscirono a distruggere la flotta di Publio Cornelio Dolabella che stava a guardia della Dalmazia, bloccando e catturando Gaio Antonio, fratello del triumviro, e il suo esercito. Quando poi Bibulo morì, Libone ricevette il comando informale della flotta pompeiana.
Libone compì un'azione decisiva contro Marco Antonio, che si trovava a Brundisium con parte dell'esercito di Cesare che doveva ancora attraversare il Canale d'Otranto per ricongiungersi al grosso delle forze. Con cinquanta navi, Libone tentò di imporre un blocco navale, ma venne respinto; quando poi tentò di approvvigionarsi di acqua, venne respinto dalla cavalleria di Antonio. Fu dunque costretto ad allontanarsi, ma Antonio riuscì a sfuggire alla sua vigilanza e a raggiungere Cesare in Grecia.
Non è noto cosa fece dopo la sconfitta e morte di Pompeo nella battaglia di Farsalo (48 a.C.), ma dopo la morte di Cesare (44 a.C.), Libone è in Spagna col genero Sesto Pompeo, ed è dunque ipotizzabile che non si fosse sottomesso a Cesare. Continuò a combattere con Sesto Pompeo e fu una delle figure di alto lignaggio che nel 40 a.C. Sesto Pompeo inviò dalla Sicilia in Grecia per scortare  dal figlio la madre di Marco Antonio, Giulia Antonia, la quale si era rifugiata presso Pompeo dopo la Guerra di Perugia.
Ottaviano fu molto allarmato da questo evento, perché temeva un'alleanza tra Pompeo, che aveva il dominio sui mari, e Marco Antonio: dietro consiglio di Gaio Cilnio Mecenate e allo scopo di stringere un'alleanza con Libone e Pompeo, chiese la mano di Scribonia, la sorella di Libone che era molto più anziana di lui e già sposatasi due volte. Il matrimonio ebbe luogo poco dopo, e aprì la strada per una pace tra i triumviri e Pompeo, che fu negoziata l'anno seguente a Miseno, in un incontro cui partecipò anche Libone.
Quando la guerra riprese, nel 36 a.C., Libone si schierò ancora una volta dalla parte del genero, ma quando capì che sarebbe stato sconfitto, lo abbandonò (35 a.C.). In cambio del suo tradimento, nel 34 a.C. venne scelto dai triumviri per il consolato, da esercitare assieme a Marco Antonio, ma morì poco dopo essere entrato in carica.

## Discendenza
Sposò una Sulpicia, da cui ebbe un figlio e una figlia:
- Lucio Scribonio Libone, console nel 16.
- Scribonia, che sposò Sesto Pompeo.